# Ni rosas ni juguetes
Ni rosas ni juguetes è il secondo singolo estratto dall'album Gran City Pop, nona produzione discografica dell'artista messicana Paulina Rubio. La canzone è stata scritta da Claudia Brant, Noel Schajris e Gianmarco, è stato prodotto da Puppy Lopez e pubblicato negli Stati Uniti, America Latina e Spagna, il 17 agosto 2009.

## Video
Il video è stato registrato alla fine di agosto in un palazzo sontuoso, alla periferia della città di New York.
Il video è stato diretto da Jesse Terrero, un giovane americano che si è guadagnato un posto speciale nella musica.
"La canzone che abbiamo scritto a Pau ricalca il suo stile e la sua personalità, gioca su tre accordi, è molto "rancherota" venata di hip-hop ed è molto bella, perfetta e sarà un successo cantata da lei" ha rivelato Schajris al giornale Gol.
Il pezzo è entrato nelle prime cinque posizioni della Billboard Hot Latin Songs con Causa y efecto. Inoltre, ha dominato il Latin Pop Songs con lo stesso pezzo e il Latin Pop Album con Gran City Pop.
È stato girato un secondo video per un remix urbano di Rosas Ni Ni Juguetes con Pitbull. È stato proiettato in anteprima il 10 dicembre. Il video è stato diretto da Jessy Terrero.

## Classifiche
La canzone si è piazzata al numero 27 della Billboard Hot Latin Songs e al numero 12 di Latin Pop Songs.